# 高柳覚太郎

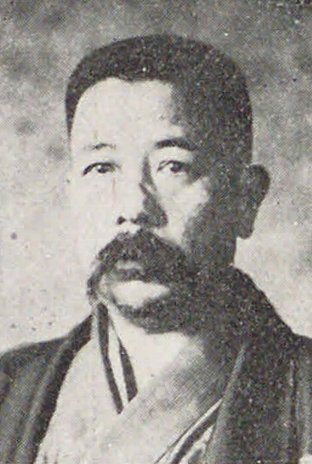
高柳覚太郎

高柳 覚太郎（たかやなぎ かくたろう、慶応3年10月3日（1867年10月29日） - 昭和12年（1937年）12月21日）は、衆議院議員（憲政本党→立憲国民党→革新倶楽部）、浜松市長。

## 経歴
遠江国敷知郡北庄内村（現在の静岡県浜松市中央区）に、高柳源四郎の長男として生まれる。1890年（明治23年）、東京法学院（現在の中央大学）を卒業し、代言人の免許を受け、浜松市で弁護士として活動した。
県会議員を経て、1908年（明治41年）の第10回衆議院議員総選挙に出馬し、当選。以後、当選回数は4回を数えた。また浜松市会議員、市参事会員としても活動した。
1933年（昭和8年）、浜松市長に選ばれ、翌年まで務めた。